# 신은 유희에 굶주려있다.
신은 유희에 굶주려있다.(神は遊戯に飢えている。, Gods' Games We Play)는 사자네 케이가 집필하고 토모세 토이로가 그림을 그린 일본의 라이트 노벨 시리즈이다. 2020년 9월부터 가도카와의 사용자 창작 소설 출판 웹사이트 카쿠요무에서 온라인 연재를 시작했다. 나중에 미디어팩토리에서 출판되었으며, 2021년 1월부터 MF문고 J 각인으로 8권이 출판되었다. 토리우미 카피코의 삽화를 적용한 만화 각색판은 2021년 8월부터 미디어 팩토리의 성년 만화 잡지 월간 코믹 얼라이브에 연재되었다. 라이덴 필름이 제작한 TV 애니메이션 시리즈는 2024년 4월에 첫 방송되었다.

## 전제
'신들의 놀이'는 시간이 너무 많아 지루해지고 지루해진 신들이 만들어내는 지혜의 전쟁이다. 특별한 힘인 어라이즈를 받은 사람을 사도라고 하며, '신들의 놀이'에 출전해 10승을 거두면 소원이 이루어진다. 그러나 아직 승자는 나오지 않았다. 전직 여신 레올레시아는 오랜 잠에서 깨어나 "이 시대 최고의 인물을 낳아라!"라고 선언한다. 현재 무패의 인간 페이가 게임에서 3연승을 거두며 '최근 최고의 신인'이 될 것으로 기대되는 페이가 후보에 올랐다. 그는 레올레시아와 팀을 이루어 "신들의 연극"을 시작하기로 결정한다. 그리하여 페이와 레올레시아 사이의 지혜로운 싸움이 시작된다.

## 같이 보기
- 너와 나의 최후의 전장, 혹은 세계가 시작되는 성전